# Adolfo Veber Tkalčević
Adolfo Veber Tkalčević (Bakar, 1825. május 11. – Zágráb, 1889. augusztus 6.) horvát író.

## Életútja
Tanult Fiumében, Zágrábban, Budapesten és Bécsben. 1849-ben zágrábi gimnáziumi tanár volt, mint ilyen sokat küzdött az abszolutizmus germanizáló törekvési ellen, 1860-ban ő lett ezen gimnázium igazgatója. 1867-ben Rauch bán elmozdította hivatalától, ekkor tanfelügyelővé, 1870-ben pedig zágrábi kanonokká lett. 1876-ban Mazsuranics bán megkínálta a zenggi püspökséggel, de nem fogadta el. Mint író a Tkalčević nevet használta. Legjelentékenyebb munkái Horvátország történelmére vonatkozó értekezései; írt nyelvtudományi értekezéseket is, továbbá novelláket, költeményeket és úti rajzokat. Lengyelből horvátra fordította Adam Mickiewicz Konrad Wallenrod-ját és Zygmunt Krasiński Iridion-ját.

## Forrás
- Veber-Tkalcevic. In  A Pallas nagy lexikona. Szerk. Bokor József. Budapest: Arcanum – FolioNET. 1998.  ISBN 963 85923 2 X